# Phyllonorycter obscuricostella
Phyllonorycter obscuricostella là một loài bướm đêm thuộc họ Gracillariidae. Nó được tìm thấy ở Hoa Kỳ (Connecticut, Illinois, Kentucky, Pennsylvania, Maine và New York).
Sải cánh dài 6-6.5 mm.
Ấu trùng ăn Ostrya species, bao gồm Ostrya virginiana và Ostrya virginica. Chúng ăn lá nơi chúng làm tổ.